# Wereldkampioenschappen schaatsen afstanden 2016 - 1000 meter mannen
De 1000 meter mannen op de wereldkampioenschappen schaatsen afstanden 2016 werd gereden op zaterdag 13 februari 2016 in het ijsstadion Kometa in Kolomna, Rusland.
Shani Davis was de regerend wereldkampioen en Stefan Groothuis de regerend olympisch kampioen. Van de zes wereldbekerwedstrijden eerder in het seizoen won Pavel Koelizjnikov er vier, Kjeld Nuis en Gerben Jorritsma er ieder een. Vooraf werd vooral een strijd verwacht tussen Koelizjnikov en Nuis, waarbij Koelizjnikov de snelste was en Nuis achter Denis Joeskov met het brons genoegen moest nemen.

## Plaatsing
De regels van de ISU schrijven voor dat maximaal 24 schaatsers zich plaatsen voor het WK op deze afstand. Geplaatst zijn de beste veertien schaatsers van het wereldbekerklassement na vier manches, aangevuld met de tien tijdsnelsten van die eerste vier manches van de wereldbeker. Achter deze 24 namen werd op tijdsbasis nog een reservelijst van zes namen gemaakt. Aangezien het aantal deelnemers per land beperkt is tot een maximum van drie, telt de vierde (en vijfde etc.) schaatser per land niet mee voor het verloop van de ranglijst. Het is aan de nationale bonden te beslissen welke van hun schaatsers, mits op de lijst, naar het WK afstanden worden afgevaardigd.
België mocht van de reservelijst alsnog een man laten starten doordat Zuid-Korea slechts twee van de drie verdiende startplaatsen benutte.

## Statistieken

### Uitslag
| #      | Naam                        | Land | Tijd       |
| ------ | --------------------------- | ---- | ---------- |
| Goud   | Pavel Koelizjnikov          | RUS  | 1.08,33 BR |
| Zilver | Denis Joeskov               | RUS  | 1.08,43    |
| Brons  | Kjeld Nuis                  | NED  | 1.08,47    |
| 4      | Aleksej Jesin               | RUS  | 1.08,81    |
| 5      | Shani Davis                 | USA  | 1.09,01    |
| 6      | Alexandre St-Jean           | CAN  | 1.09,12    |
| 7      | Kai Verbij                  | NED  | 1.09,13    |
| 8      | Vincent De Haître           | CAN  | 1.09,28    |
| 9      | Kim Tae-yun                 | KOR  | 1.09,31    |
| 10     | Mika Poutala                | FIN  | 1.09,44    |
| 11     | Mitchell Whitmore           | USA  | 1.09,53    |
| 12     | Joey Mantia                 | USA  | 1.09,58    |
| 13     | Kim Jin-su                  | KOR  | 1.09,64    |
| 14     | Stefan Groothuis            | NED  | 1.09,71    |
| 15     | Nico Ihle                   | GER  | 1.09,77    |
| 16     | Roman Kretsj                | KAZ  | 1.09,98    |
| 17     | Denis Koezin                | KAZ  | 1.10,11    |
| 18     | Taro Kondo                  | JPN  | 1.10,17    |
| 19     | Li Bailin                   | CHN  | 1.10,34    |
| 20     | Håvard Holmefjord Lorentzen | NOR  | 1.10,39    |
| 21     | Richard MacLennan           | CAN  | 1.10,70    |
| 22     | Piotr Michalski             | POL  | 1.10,92    |
| 23     | Yang Fan                    | CHN  | 1.11,56    |
| 24     | Mathias Vosté               | BEL  | 1.11,72    |

### Loting
| Rit | Binnenbaan                  | Buitenbaan         |
| --- | --------------------------- | ------------------ |
| 1   | Håvard Holmefjord Lorentzen | Nico Ihle          |
| 2   | Mathias Vosté               | Taro Kondo         |
| 3   | Richard MacLennan           | Stefan Groothuis   |
| 4   | Li Bailin                   | Yang Fan           |
| 5   | Mitchell Whitmore           | Roman Kretsj       |
| 6   | Denis Koezin                | Piotr Michalski    |
| 7   | Kim Tae-yun                 | Alexandre St-Jean  |
| 8   | Kim Jin-su                  | Mika Poutala       |
| 9   | Vincent De Haître           | Aleksej Jesin      |
| 10  | Shani Davis                 | Denis Joeskov      |
| 11  | Kai Verbij                  | Pavel Koelizjnikov |
| 12  | Joey Mantia                 | Kjeld Nuis         |

1996 · 
1997 · 
1998 · 
1999 · 
2000 · 
2001 · 
2003 · 
2004 · 
2005 · 
2007 · 
2008 · 
2009 · 
2011 · 
2012 · 
2013 · 
2015 · 
2016 · 
2017 · 
2019 ·
2020 ·
2021 ·
2023 ·
2024 ·
2025